# Glåmdal tingrett

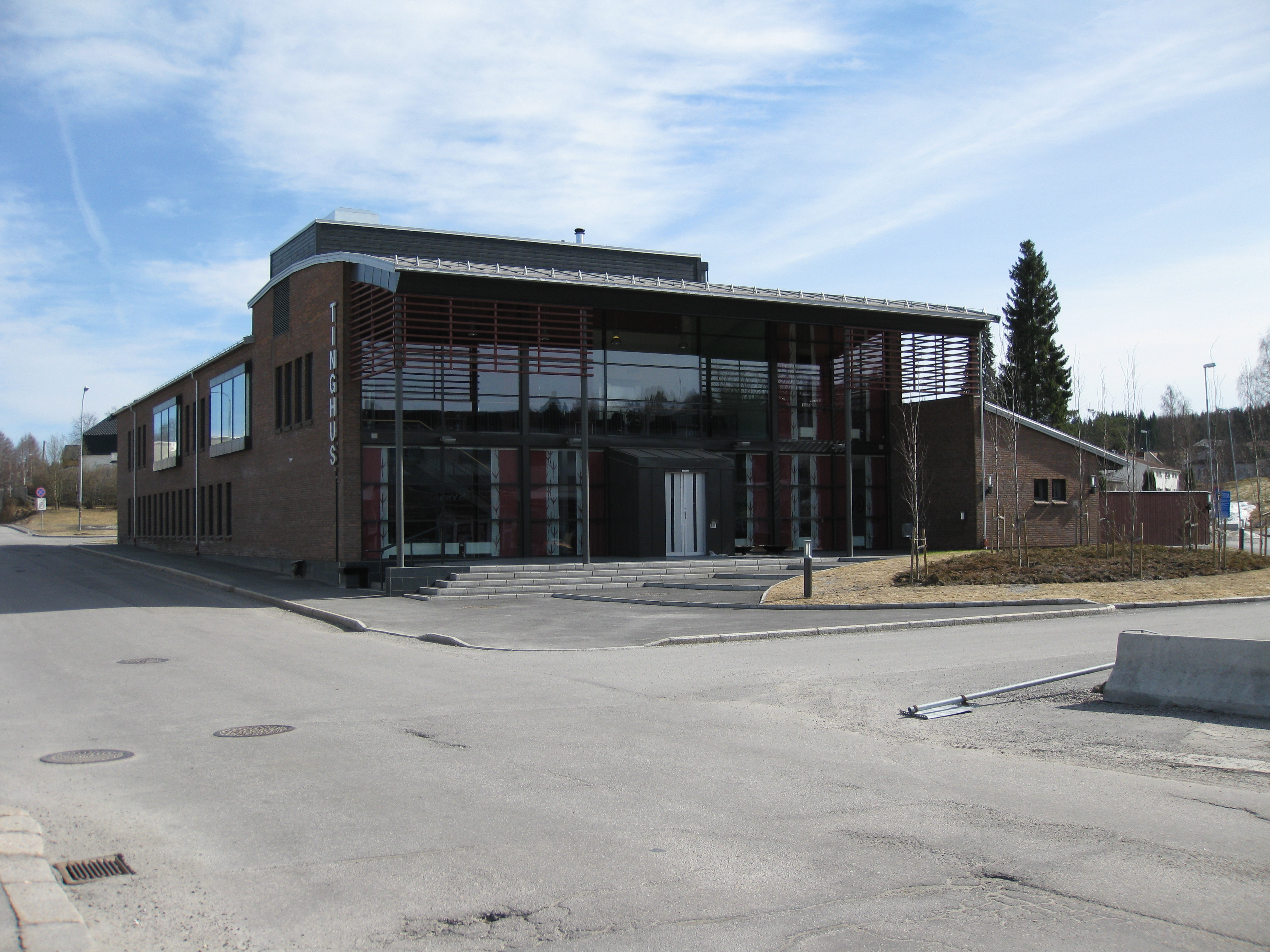
Tinghus in Kongsvinger

Glåmdal tingrett was een tingrett (kantongerecht) in de Noorse fylke Innlandet. Het gerecht is gevestigd in Kongsvinger. Glåmdal ontstond in 2006 als gevolg van het opheffen van Vinger og Odal tingrett en Solør tingrett. Het gerechtsgebied omvat de gemeenten Kongsvinger, Sør-Odal, Nord-Odal, Eidskog en Grue. Glåmdalen maakt deel uit van het ressort van Eidsivating lagmannsrett. In zaken waarbij beroep is ingesteld tegen een uitspraak van Glåmdalen zal de zitting van het lagmannsrett meestal worden gehouden in Hamar.
Op 26 april 2021fuseerde Nedre Glåmdal tingrett met Nedre Romerike tingrett en Øvre Romerike tingrett tot de Romerike og Glåmdal tingrett.